# Réz Kálmán
Kolossvári Réz Kálmán (Jászladány, 1869. szeptember 12. – Jászberény, 1946. december 31.) plébános, a Jász Múzeum volt  igazgatója.

## Életpályája
Egerben teológiát végzett és 1892. február 25-én ott szentelték pappá. Káplán volt Nagyivánon, Bükkszenterzsébeten, Recsken, 1895-ben Tiszanánán, 1896-ban Füzesabonyban, 1897-ben Mezőkövesden, 1899-ben Egerben. Plébános volt 1901-től Sajógalgócon majd 10 évig, ezután Tiszapalkonyán teljesített papi hivatást közel 11 évig.
A Tanácsköztársaság ideje alatt Tiszapalkonyán megkínozták és halálra ítélték, az akasztófa alá állították, de sikerült elmenekülnie, életben maradt. Ez az eset egészségét megviselte, nyugdíjba ment és Jászberényben telepedett le.
A  Jász Múzeum igazgatója volt 1926-tól 1945-ig. A jászkürt és a jász öntudat népszerűsítése volt az egyik fő tevékenysége. Ő találta ki a jászavatás szertartását is. „Aki a Zagyva vizét a Lehel kürtből itta, azonnal jásszá lett, erről pedig egy díszes oklevelet is kapott a múzeum igazgatójától.”
Körülötte kibontakozott egy helytörténeti kutatócsoport (Blénessy János, Porteleki József, Németh Ferenc, Komáromy József), kiknek munkássága jelentős korszak a jászsági helytörténeti és régészeti kutatásokban.
Széles körű írói tevékenységet is végzett. Több újságnak is volt a tudósítója, a Jász Hírlapnak 1944-ig a munkatársa volt.

## Emlékezete
Sírját 2006-ban a Nemzeti Sírkert részévé nyilvánították, sírhelye a jászberényi Fehértói temetőben található.